# 黃祺
黃祺（？—？），字惟德，又字允吉，號月坡，江西南康府安義縣人，軍籍，明朝政治人物。

## 生平
弘治十四年（1501年）辛酉科江西鄉試第五十二名舉人，正德九年（1514年）甲戌科二甲第九十七名進士。授南京吏部考功司主事，十五年（1520年）十二月吏部衙門失火被論劾，以巡視不嚴奪俸三月，升兵部車駕司郎中，嘉靖五年（1526年）四月出為雲南布政使司右參議，十年升四川按察司副使，十三年升雲南布政使司右參政，十七年（1538年）二月升貴州按察使，同年升雲南右布政使，十八年（1539年）隨兵部尚書兼都察院右都御史毛伯溫征討莫登庸，十九年（1540年）莫登庸請降，毛伯溫承制受降，二十一年（1542年）致仕歸里。林下優遊十有餘年，屏跡公門，著述自樂。享年八十一歲，卒前有大星墜於其屋後，入祀鄉賢祠。

## 家族
子黃餘慶。孫黃積。